# Dealul Vădeni
Dealul Vădeni är en kulle i Moldavien. Den ligger i distriktet Soroca rajon, i den norra delen av landet. Toppen på Dealul Vădeni är 355 meter över havet.
Terrängen runt Dealul Vădeni är huvudsakligen platt. Trakten runt Dealul Vădeni består till största delen av jordbruksmark. På östra sidan finns skog.